# Orsa nästa!
Orsa nästa! är det fjärde studioalbumet av Orsa spelmän, utgivet 2006 av Universal.

## Låtlista
1. Mor'kullor (Olle Moraeus) – 3:39
2. Västerdarlingen (Pererik Moraeus) – 2:43
3. Bluespolska (Pererik Moraeus) – 3:47
4. Följ med i tåget (Pererik Moraeus) – 3:31
5. Ragge (Leif Göras) – 2:40
6. Brudmarsch till Anna och Marcus (Leif Göras) – 3:13
7. Punsch på verandan (Leif Göras) – 3:00
8. Kickens 70-årspolska (Olle Moraeus) – 3:51
9. Karins konfirmationslåt (Leif Göras) – 3:44
10. Jiddish schottis (Olle Moraeus) – 3:10
11. Buss på'n (Olle Moraeus) – 2:16
12. Molomsvalsen (Olle Moraeus) – 2:27
13. Hämäläisen ja Moraeuksen Häämarssi (Olle Moraeus) – 4:09
14. Julfemman (Leif Göras) – 2:49

### Arrangemang
- Olle Moraeus & Johan Granström (1, 10)
- Pererik Moraeus (2, 3)
- Kalle Moraeus (4)
- Johan Granström (5, 14)
- Anders Lundqvist & Johan Granström (6)
- Leif Göras (7, 9)
- Olle Moraeus (8, 11, 12)
- Anders Lundqvist (13)

## Medverkande
- Orsa spelmän
  - Olle Moraeus – fiol (1–14)
  - Kalle Moraeus – fiol, altfiol, el- & akustisk gitarr, steel guitar (1–7, 9–11, 13–14)
  - Nicke Göthe – fiol (1–7, 9–11, 13–14)
  - Pererik Moraeus – fiol, blockflöjt, saxofon, klarinett
  - Leif Göras – fiol (1–14)
- Powertrion
  - Anders Lundqvist – piano, flygel, orgel (1, 3–7, 9–10, 13–14)
  - Johan Granström – bas (1, 3–5, 7, 9–10, 13–14)
  - Jörgen Stenberg – trummor, slagverk (1, 3–5, 7, 9–10, 13–14)
- Bengan Janson – dragspel (1, 3–5, 7, 13–14)
- Glenn Jönefors – gitarr (4)
- Leif Lindvall – trumpet (5, 10)
- Carl Jakobsson – trombon (5, 10)
- Pär Grebacken – klarinett (5, 10)
- Bertil Skeri – dragspel (8, 12)
- Lars Åke Leksell – dragspel (9, 10)
- Jan Bengtson – piccolaflöjt (10)